# Challenger Banque Nationale de Granby 2002
Il Challenger Banque Nationale de Granby 2002 è stato un torneo di tennis facente parte della categoria ATP Challenger Series nell'ambito dell'ATP Challenger Series 2002. Il torneo si è giocato a Granby in Canada dall'8 al 14 luglio 2002 su campi in cemento.

## Vincitori

### Singolare
Peter Luczak ha battuto in finale  Alex Bogomolov Jr. con il punteggio di 6–3, 7–6(6).

### Doppio
Noam Behr /  Michael Joyce hanno battuto in finale  Thomas Dupre /  Simon Larose con il punteggio di 6–0, 6–3.